# مايك هاس
مايك هاس (بالإنجليزية: Mike Haas)‏ (3 فبراير 1958 بسان فرانسيسكو في الولايات المتحدة - ) هو مدرب كرة قدم ولاعب كرة قدم أمريكي في مركز الدفاع. لعب مع دالاس تورنايدو وColorado Foxes ‏ وColorado Comets ‏ وDenver Avalanche ‏.